# 歐石鴴
歐亞石鴴（学名：Burhinus oedicnemus）是石鴴科各物種當中分佈於最北方的一種。《中国鸟类名录10.0版》将欧石鸻中文名恢复为石鸻。
歐亞石鴴在石鴴科類算是偏中型的水鳥，長度約38至46公分，翼展約76至88公分，重量約290至535克。其有一個黃黑色的鳥喙，大的黃色眼睛（像是爬行動物或戴上護目鏡的），和黑白混合的羽毛。
儘管被歸類成水鳥，但是它更喜歡棲息在乾燥的開放地面。歐亞石鴴大部分時間為夜行性動物，但是因為它的叫聲，常被誤以為是杓鷸。它的食物包括昆蟲和其他小的無脊椎動物，偶爾會吃小爬蟲，青蛙和老鼠。它生下的蛋數量為2至3顆。
歐亞石鴴棲息於整個歐洲，非洲北部和亞洲西南部。它夏天時會遷徙到欧洲和亚洲其他温和的地区，冬季则会在非洲过冬。

## 名字來源
歐亞石鴴的屬學名Burhinus來自希臘文bous（即公牛）和rhis（即鼻子），種小名Oedicnemus來自oidio（即隆起的）和kneme（即腿），也就是歐亞石鴴的在脛關節的突起。因此，歐美人給了歐亞石鴴一個俗名：Thick knee （Thick是厚，knee是膝蓋），這個名字被Thomas Pennant於1776率先使用。現在使用的名字Stone Curlew是被Francis Willughby於1667年率先採用。

## 亞種
歐亞石鴴有以下五個亞種：

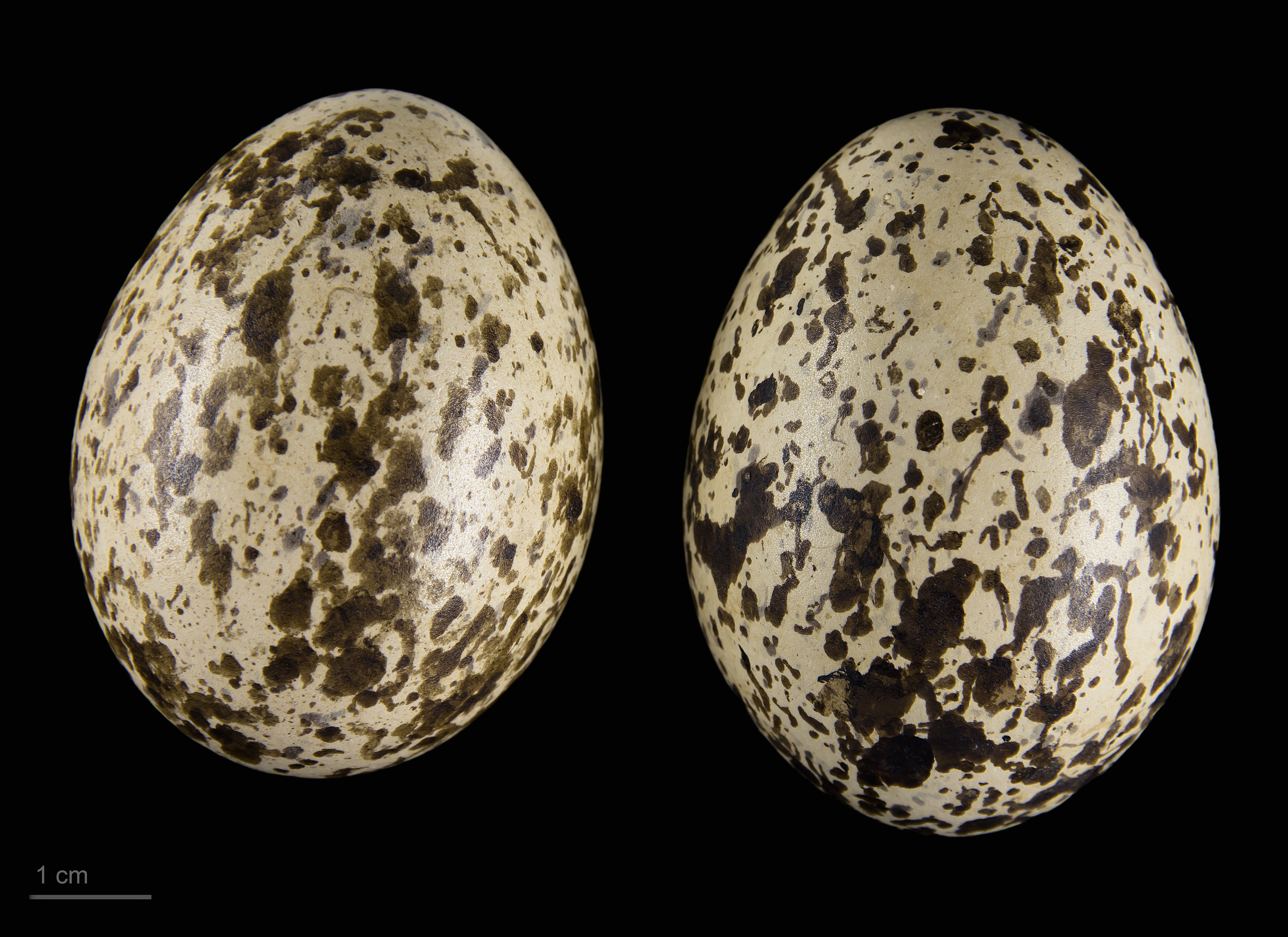
卵 Burhinus oedicnemus oedicnemus

- Burhinus oedicnemus distinctus – (Bannerman, 1914): 在加那利群島的中部和西南部發現[9]。
- B. o. harterti – (Vaurie, 1963): 在哈薩克斯坦西部至巴基斯坦以及印度西北部發現。
- B. o. insularum – (Sassi, 1908): 在加那利群島的東部[9]。
- B. o. oedicnemus – (L., 1758): 在歐洲南部和西部，巴爾幹半島、烏克蘭和高加索等地。
- B. o. saharae – (Reichenow, 1894): 在非洲北部發現。即伊拉克和伊朗。